# Haudrecy
Haudrecy é uma comuna francesa na região administrativa de Grande Leste, no departamento Ardenas. Estende-se por uma área de 3,38 km². Em 2010 a comuna tinha 319 habitantes (densidade: 94,4 hab./km²).